# Barilius canarensis
Barilius canarensis es una especie de peces de agua dulce perteneciente a la familia de los Cyprinidae en el orden de los Cypriniformes, cuya distribución geográfica se encuentra en la India.

## Morfología
Los machos pueden llegar alcanzar los 15 cm de longitud total.